# Chlenias banksiaria
Chlenias banksiaria là một loài bướm đêm thuộc họ Geometridae. Nó được tìm thấy ở Lãnh thổ Thủ đô Úc, New South Wales, Victoria và Tasmania.
Ấu trùng ăn nhiều loài cây và cũng thích nghi với ăn loài du nhập Pinus radiata.

## Hình ảnh

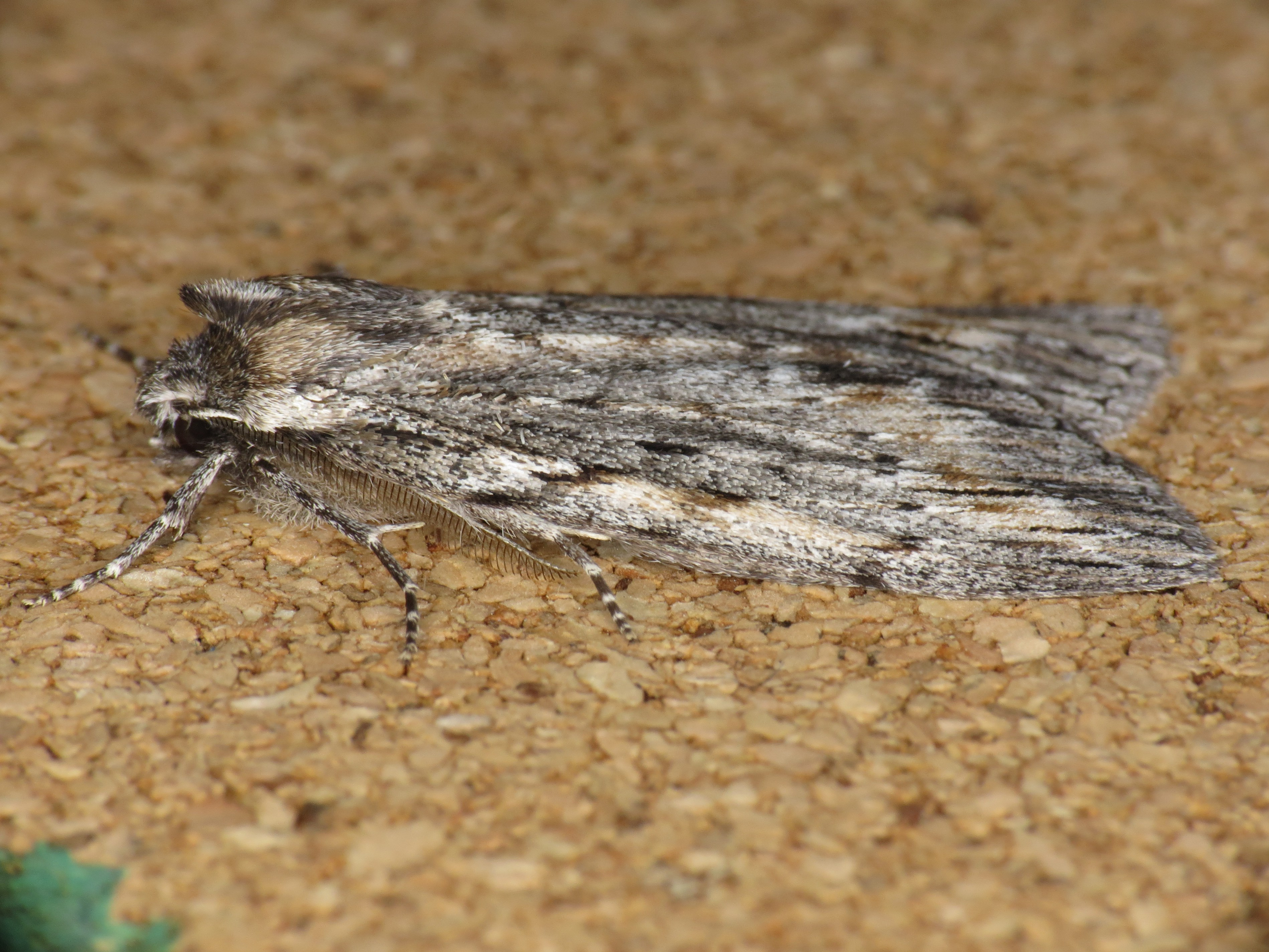
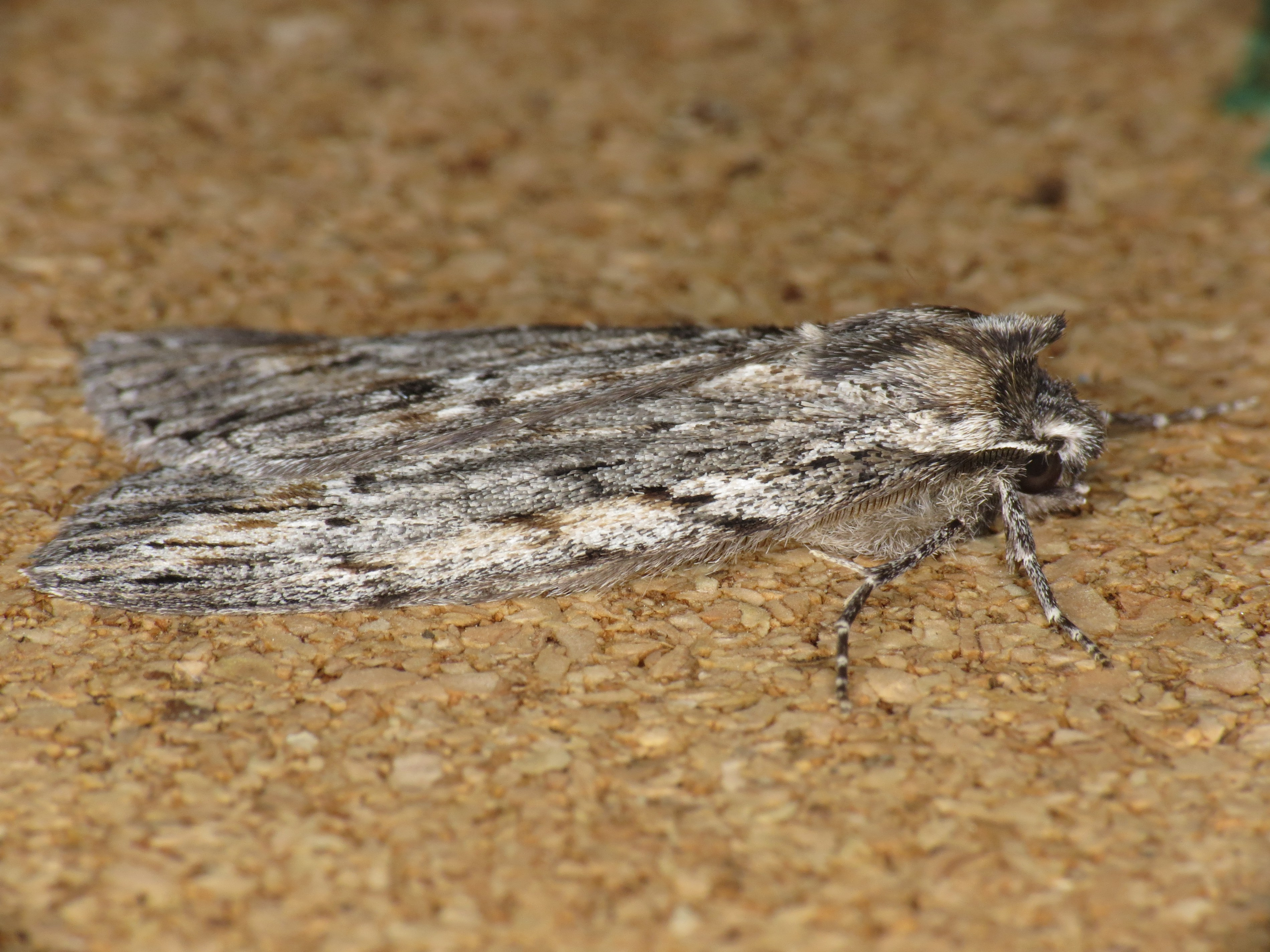
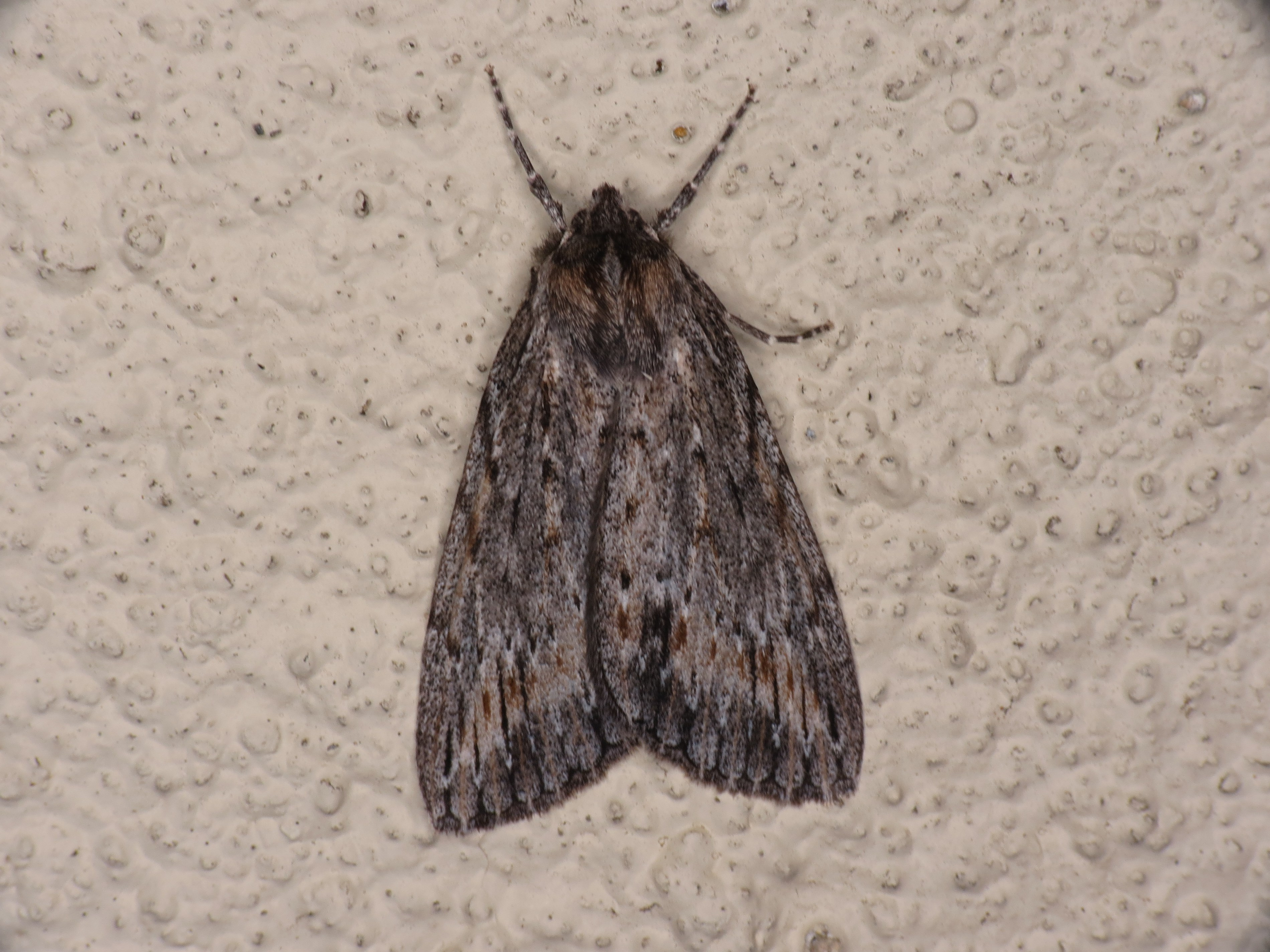
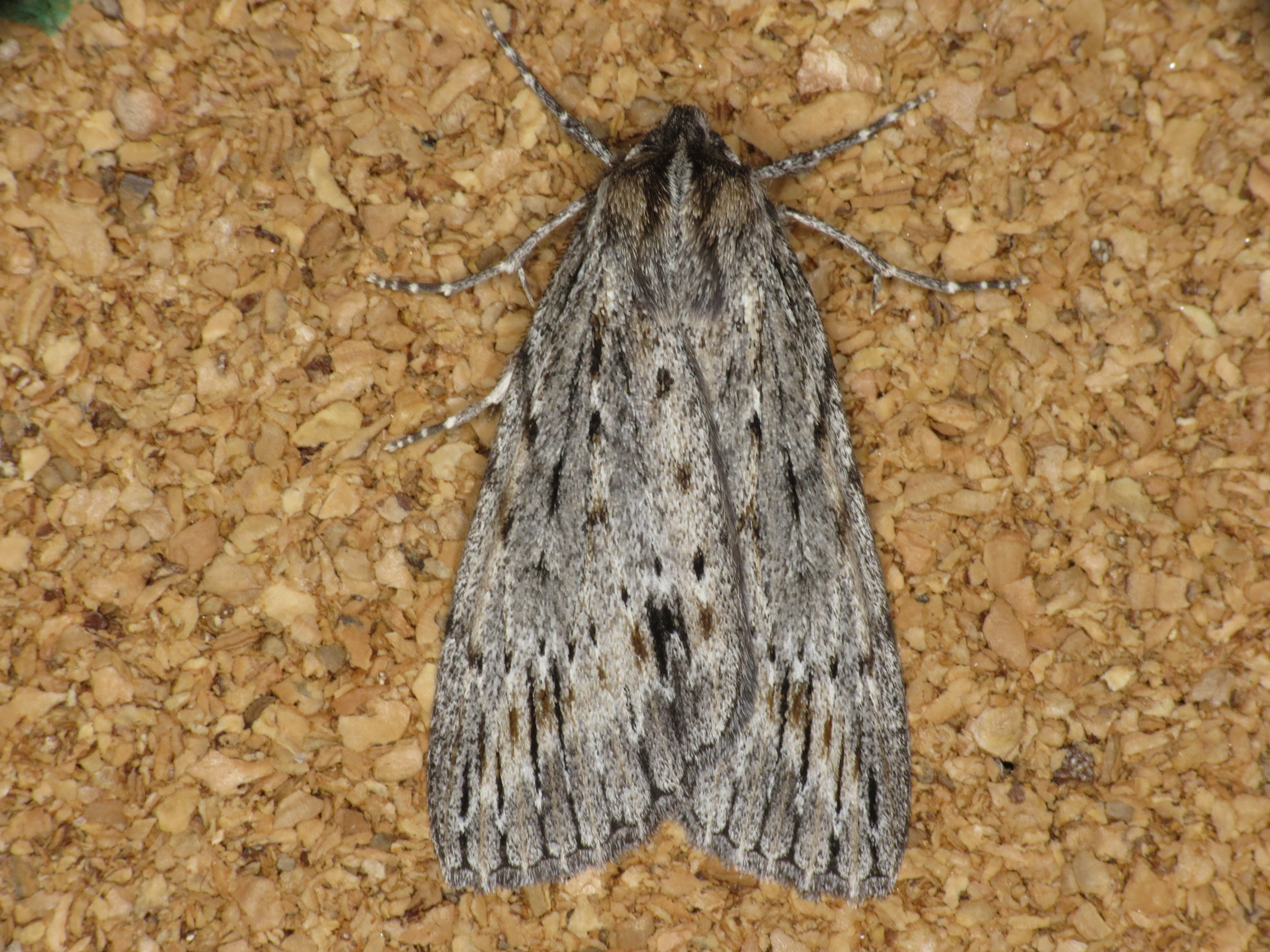